# St. Michael (Wain)

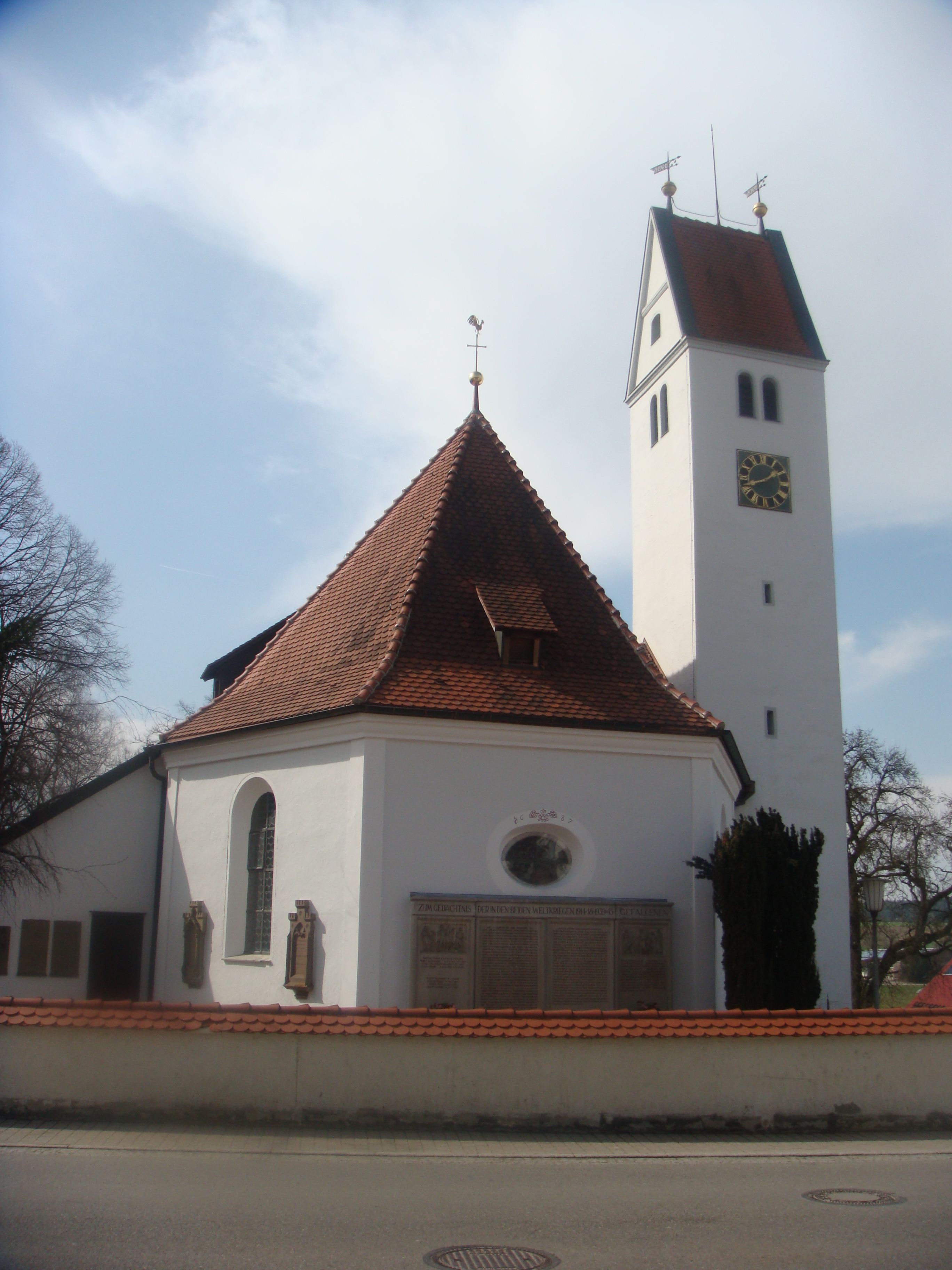
St. Michael (2012)

St. Michael, auch „Michaeliskirche“ genannt, ist die evangelische Pfarrkirche der Gemeinde Wain im Landkreis Biberach in Oberschwaben.

## Reformation in Wain
Im 16. Jahrhundert gehörte Wain zum klösterlichen Besitz der Reichsabtei Ochsenhausen. Nach dem durch Abt Gerwig Blarers veranlassten Kauf des Dorfes Ummendorf mit Untertanen und Schloss in finanzielle Schwierigkeiten geraten suchte das Kloster für das nördlicher gelegene Dorf Wain einen Käufer und fand als Interessenten zunächst die Stadt Ulm. Es machte allerdings zur Auflage, dass es das Patronatsrecht behielt und der neue Besitzer in religiösen Angelegenheiten keine Veränderung vornehmen sollte. Der Abt Andreas II. Sonntag und der Ulmer Magistrat waren schon handelseinig, als der Bischof von Konstanz Kardinal Markus Sittikus von Hohenems seine Zustimmung verweigerte. Darauf erwarb 1570 der Schwager des Ulmer Bürgermeisters Beßerer, der Katholik Eustach von Landfried, ein Sohn des Wittelsbachers Ernst von Bayern Wain für 65.000 Gulden mitsamt Bewohnern. Der Käufer erwies sich später als ein Strohmann im Auftrag der Stadt Ulm. 1573 bekam Wain mit Gabriel Neudörffer seinen ersten evangelischen Vogt, der hier zusammen mit dem Ulmer Prediger Dürr die Reformation einführte.
Unter Bauleitung von Heinrich Hacker wurde die Kirche 1687 errichtet. Das Langhaus des einschiffigen, biberschwanzgedeckten Baus mit südlichem Sakristeianbau mündet in einen Chor mit Dreiachtelschluss. Derer nordöstlich der Kirche stehende Turm stammt von der Vorgängerkirche.

## Ausstattung
Im Chor und Schiff befinden sich kassettierte Holzdecken. Der Altar datiert aus dem Jahre 1658, der Taufstein und die Kanzel von 1688, das Gestühl an der Westwand von 1578 und das Chor- und das Schiffsgestühl mit geschweiftem Wappen von 1698. An der Wand befinden sich mehrere Stiftergemälde der Ulmer Aristokratie. Eine Tafel aus dem Jahre 1658 erinnert an die Einwanderung von ca. 300 protestantischen Exulanten aus dem Herzogtum Kärnten. Ernst und Verinnerlichung bestimmen den Kultraum. Die Orgel wurde 1967 von der Giengener Orgelmanufaktur Gebr. Link erbaut. Das Werk hat 17 Register auf zwei Manualen und Pedal. Die Disposition stammt von Helmut Bornefeld.
St. Michael gilt als die schönste evangelische Dorfkirche in Oberschwaben.